# Vicente Santiago Masarnáu Fernández
Vicente Santiago Masarnáu Fernández (Portugalete, Vizcaya, 1803 - Madrid, 21 de diciembre de 1879) fue un farmacéutico español. Miembro fundador de la Real Academia de Ciencias Exactas, Físicas y Naturales. Doctor en ciencias y en farmacia, fue catedrático de química en la Facultad de Farmacia de la Universidad de Madrid y miembro de varias sociedades científicas. Fue tesorero de la Real Academia de Ciencias Exactas, Físicas y Naturales.

## Biografía
Era hijo ilegítimo de un importante cortesano al servicio de Fernando VII, el catalán Santiago Massarnau y Torres, y de una dama montañesa, Beatriz Fernández y Carredano, que bautizó a su hijo con el nombre de Vicente Santiago. Quedó registrado en el índice del bautismo en la B para hacer más difícil su localización, pero años después fue reconocido y se rectificó la partida de nacimiento. Fue enviado a estudiar al Seminario de Vergara y al Instituto de San Isidro de Madrid. Aún muy joven, en 1829, fue director de las minas de Río Tinto durante 15 meses, pero luego se dedicó a lo que realmente le interesaba: las funciones académicas y docentes. En 1840 se licenció en Farmacia y Filosofía y al año siguiente obtuvo la cátedra de Farmacia en el Colegio de Farmacia de Madrid y la de Química en Málaga y Madrid. En 1843 obtuvo también la de Física y Nociones de Química y en 1846 la de Física experimental. Fue miembro fundador y de la Real Academia de Ciencias Exactas, Físicas y Naturales y también miembro de la de Medicina, así como consejero de Instrucción Pública (1852).
De tendencia liberal y con una vasta cultura, fundó en 1841 en Madrid, junto con su hermano Santiago Massarnau Fernández (1805-1882), célebre pianista y compositor y con fama de santo, el privado Colegio de Massarnau, que alcanzó gran fama y donde acudía lo más granado de la juventud madrileña; en él se educaron personalidades como Luis Sagasti, pese a su muy costosa matrícula. Benito Pérez Galdós lo menciona en Fortunata y Jacinta y en El doctor Centeno.
Inspector general
En 1857 fue nombrado Inspector general de Instrucción pública y dio un nuevo auge a la instalación de institutos de segunda enseñanza por todo el territorio español.